# Mike Gambrill

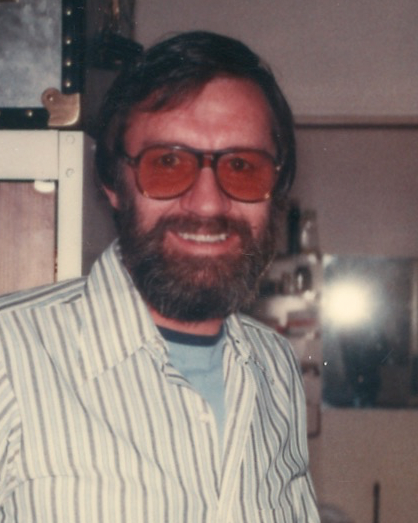
„Mike“ Gambrill, 1979

Michael John „Mike“ Gambrill  (* 23. August 1935 in Brighton; † 8. Januar 2011 in Kingston upon Thames) war ein britischer Radrennfahrer.
1956 wurde Mike Gambrill britischer Amateur-Meister im Straßenrennen. Zweimal startete er bei Olympischen Spielen: 1956 in Melbourne errang er gemeinsam mit Don Burgess, John Geddes und Tom Simpson die Bronzemedaille in der Mannschaftsverfolgung. Vier Jahre später schied die britische Mannschaft mit Gambrill, Barry Hoban, Charlie McCoy und Joseph McClean in der ersten Runde der Mannschaftsverfolgung aus. 1958 gewann er den traditionsreichen Muratti Gold Cup auf der Radrennbahn von Manchester. Bei den Bahnradsport-Weltmeisterschaften 1956 wurde er Vierter in der Einerverfolgung. 